# Humococcus enchylaenae
Humococcus enchylaenae är en insektsart som beskrevs av Williams 1985. Humococcus enchylaenae ingår i släktet Humococcus och familjen ullsköldlöss. Inga underarter finns listade i Catalogue of Life.